# Sinan Paixà (almirall)
Sinanüddin Yusuf Paixà o escurçat com a Sinan Paixà (+ 21 de desembre de 1553) fou un almirall otomà durant prop de 4 anys (1550-1553). Era germà del gran visir Damat Rüstem Paşa i fou succeït per Pialí Baixà. Era cunyat de Sultana Mihrimah, filla del sultà Solimà el Magnífic (casada amb el seu germà).
Nomenat com a Kapudan Paixà el 1550, Sinan Pasha i Turgut Reis van fer diverses expedicions a la Mediterrània cap a Itàlia i el nord d'Àfrica. Sinan no era un mariner expert però tenia el comandament, mentre Turgut era un subordinat però era un bon almirall i molt popular entre els mariners, i això va desfermar un conflicte entre els dos homes. Després de la conquesta otomana de Trípoli de Barbaria de 1551, la flota otomana va deixar a Sinan a la costa i va marxar amb Turgut Reis a la mar Tirrena i només volia acceptar a Turgut com a comandant, però aquest va rebutjar el motí i va ordenar el retorn. El sultà va ordenar a Sinan seguir els consells de Turgut del que apreciava el talent, però molts oficials preferien a Turgut com a comandant. Sinan és descrit com a megalòman que no escoltava els consells, opinions i queixes dels altres. Físicament se'l descriu com a alt i fort, guapo de cara i galant i sempre amable.
Va morir el 21 de desembre de 1553 al seu palau a Istanbul, i fou enterrat al jardí de la mesquita de Mihrimah Sultan a Üsküdar, construïda per l'arquitecte Mimar Sinan. Havia fet construir una mesquita per a ell però no es va acabar a temps. Va deixar dues filles i un fill, però va fer hereva a Sultana Mihrimah.